# Caso degli emoderivati infetti in Italia
Il caso degli emoderivati infetti in Italia è un caso giudiziario causato dalla messa in commercio, a partire dagli anni settanta, di plasma ed emoderivati infetti prodotti da aziende farmaceutiche tra le quali la Bayer e la Baxter. I dirigenti delle imprese italiane del gruppo Marcucci, che detenevano all'epoca dei contagi appena il 7% del mercato, sono stati assolti dopo una lunga vicenda giudiziaria.
I principali contagiati dai virus delle epatiti virali (HBV e HCV) e dell'HIV sono i soggetti emofiliaci che necessitano di infusioni di fattori della coagulazione (fattore VIII e fattore IX) ottenuti dal plasma umano. Secondo alcune stime, in Italia i decessi per infezione da emoderivati sono, al 2009, circa 2 600.

## Evoluzione della normativa
La normativa italiana in materia di raccolta di plasma e produzione di emoderivati è solamente in parte sovrapponibile rispetto a quella relativa alla raccolta di sangue, già vista in merito allo caso del sangue infetto, voce a cui si rimanda per gli aspetti normativi in comune mentre di seguito vengono descritti solamente i provvedimenti relativi agli emoderivati.
Con la comparsa della sindrome da immunodeficienza acquisita (AIDS), nel maggio 1984, all'aumentare dei sospetti sull'eziologia virale, la direzione generale del servizio farmaceutico del Ministero della Sanità invia una lettera circolare alle ditte produttrici di emoderivati in cui comunica che l'AIDS può essere trasmessa anche tramite trasfusione di sangue e derivati (in particolare i fattori della coagulazione utilizzati dagli emofilici).
Inoltre, comunica che il Consiglio d'Europa ha suggerito di utilizzare pool di plasma basati su un numero ridotto di donatori e di evitare l'importazione di plasma e prodotti emoderivati da Paesi con popolazione a rischio e donatori a pagamento, invitando altresì le imprese importatrici a far conoscere lo stato delle ricerche in corso all'estero così da mettere a punto tecnologie tali da ridurre il rischio di contaminazione.
Nell'agosto dello stesso anno, con una circolare della direzione generale del servizio di igiene pubblica del Ministero della Sanità, viene ribadita la probabile eziologia virale dell'AIDS e la trasmissibilità attraverso sangue, suoi derivati e secrezioni infette.
Nel dicembre 1984, la ditta Immuno richiede l'autorizzazione alla commercializzazione di emoderivati trattati con il metodo di inattivazione virale al vapore umido e nel luglio 1985 il termotrattamento viene imposto alle imprese produttrici di emoderivati, senza però disporre il ritiro dal commercio dei prodotti non testati.
Il 17 luglio 1985, la direzione generale del servizio igiene pubblica emana una circolare con cui dispone la determinazione su ogni unità di sangue donato della presenza degli anticorpi anti-LAV/HTLV-III (come inizialmente identificati i virus HIV).
Nell'aprile 1986 la direzione generale del servizio farmaceutico, attraverso una circolare indirizzata alle imprese produttrici, dispone che gli emoderivati devono essere preparati a partire da plasma negativo alla ricerca degli anticorpi anti-HTLV-III e che il numero massimo di unità di plasma che vanno a costituire i lotti di lavorazione deve essere rispettato. Ancora una volta, non viene disposto il ritiro dal commercio dei prodotti ma viene solamente richiesto il numero di lotti di ciascun emoderivato e la sua data di presumibile esaurimento nel ciclo commerciale.
Nel dicembre 1987, in una relazione al Ministro della Sanità, la direzione generale del servizio farmaceutico afferma che l'Istituto Superiore di Sanità ha ritenuto accettabili i metodi di inattivazione virale al calore secco e al calore umido proposti dalle imprese produttrici di emoderivati, facendo notare che il trattamento al calore umido è più efficace nella prevenzione dell'epatite non-A non-B (NANB, come inizialmente denominata l'epatite C causata dal virus HCV, non ancora scoperto).
Nel maggio 1988 il Ministero della Sanità emana un decreto che rende obbligatorio il trattamento dei prodotti emoderivati con vapore umido sotto pressione.
Nonostante il fatto che dal settembre 1989 sia disponibile in Italia il test per la ricerca degli anticorpi anti-HCV (virus causante l'epatite C), la direzione generale del servizio farmaceutico, con lettera circolare del 1º ottobre 1989 indirizzata solamente alle aziende produttrici di emoderivati e non ai centri trasfusionali, invita alla determinazione sulle singole donazioni di plasma dei soli valori dell'alanina transaminasi (ALT).
Nel dicembre 1990, mediante una lettera indirizzata alla Farmindustria, la direzione generale del servizio farmaceutico informa che il Ministero della Sanità ritiene opportuno non imporre la determinazione degli anticorpi anti-HCV sulle singole unità di plasma importato dall'estero, diversamente da quanto disposto per il plasma raccolto in Italia.
Attraverso un telegramma del novembre 1992, la direzione generale del servizio farmaceutico dispone che a partire dal 1993 siano messi in commercio solamente emoderivati preparati da plasma controllato per la presenza di anticorpi anti-HCV e dispone il ritiro dal ciclo distributivo entro il 31 dicembre di tutti gli emoderivati preparati da plasma non testato, autorizzando l'utilizzo fino al 31 marzo 1993 di quelli già distribuiti.
Nel settembre 1994, una lettera circolare dell'Istituto Superiore di Sanità indirizzata alle imprese farmaceutiche porta a conoscenza delle stesse la raccomandazione III/5193/94 del Consiglio delle Comunità europee ("Plasma pool testing") che richiede la ricerca dell'antigene Australia e degli anticorpi anti-HIV1/2 e anti-HCV anche sui lotti di plasma destinati alla produzione di emoderivati e non solo sulle singole donazioni.
Con decreto ministeriale del 29 marzo 1999 (pubblicato in Gazzetta Ufficiale il successivo 15 aprile), viene disposta la ricerca del virus HCV mediante la tecnica di biologia molecolare NAT sui lotti di plasma utilizzati per produrre emoderivati.

## Procedimenti penali

### Indagini di Roma
Fin dal 1993, il procuratore Marini della procura di Roma svolge un'indagine sull'importazione di plasma per la produzione di emoderivati che coinvolge anche il Ministero della Sanità per quanto riguarda il rilascio delle autorizzazioni all'importazione di plasma dall'estero.

### Processi di Trento

#### Fase preliminare
Le indagini hanno inizio nel maggio 1994 in seguito a un esposto presentato alla procura di Trento dall'ex giudice e consigliere provinciale Carlo Palermo relativo alla presenza, tra i centri trasfusionali in cui viene raccolto il plasma dai donatori e le imprese farmaceutiche che lo utilizzano per produrre emoderivati, di società di intermediazione che sarebbero in realtà delle società di comodo che hanno lo scopo di nascondere operazioni in nero e pagamento di tangenti.
Nel corso delle indagini per epidemia colposa vengono acquisite anche circa 500 cartelle cliniche di bambini emofilici infetti da HCV e 399 cartelle cliniche di militari riformati per la stessa ragione che avevano fatto uso di emoderivati (fattori della coagulazione i primi e principalmente immunoglobuline antitetaniche i secondi).
Il 27 marzo 1995 il nucleo di polizia tributaria della Guardia di Finanza di Trento, nell'ambito dell'indagine per corruzione, intercetta una conversazione telefonica tra due soggetti legati alla Co.Pla (azienda attiva nel trasporto di plasma ed emoderivati) in cui si fa riferimento a del materiale risalente agli anni ottanta, non testato per la presenza del virus HIV e che era conservato in una cella frigorifera anziché essere stato distrutto.
Una volta identificati i magazzini generali di Padova come il luogo in cui si trova la cella frigorifera, il 30 maggio 1995 la Guardia di Finanza (coordinata dai procuratori Granero e Giardina) sequestra 35 tonnellate di plasma umano congelato di provenienza italiana in attesa di essere lavorato per conto delle Regioni mentre il 6 giugno viene sequestrata una seconda cella contenente plasma proveniente dall'estero. Il materiale, per complessive 60 tonnellate, è stato conferito ai magazzini da parte della Sclavo di Siena (gruppo Marcucci), è stipato tra i generi alimentari e in alcuni casi i contenitori sono danneggiati.
Il plasma congelato appartiene per una minima parte alla Co.Pla, la gran parte è di proprietà della Sclavo mentre circa 5 tonnellate di materiale appartengono alla Padmore, una società con sede alle Isole Vergini Britanniche, e sono privi dei certificati di analisi virologica. Gli esami effettuati sul materiale della Padmore fanno emergere che si tratta di emoderivati scaduti da anni e contaminati dai virus dell'epatite C (HCV) e da HIV. Il materiale di proprietà della Co.Pla e della Sclavo, di provenienza italiana, risulta essere in regola e non contaminato.
Nel corso delle perquisizioni eseguite dalla Guardia di Finanza presso la Sclavo alla ricerca di documentazione relativa al plasma della Padmore, emerge non solo l'assenza della documentazione della Padmore ma anche importanti carenze documentali relative al plasma importato e lavorato dalla Sclavo (mancanza di certificati di analisi e assenza di verbali di distruzione di sacche di plasma risultato contaminato). A questo punto l'indagine viene estesa alle diverse società del gruppo Marcucci, al Ministero della Salute e a diversi centri trasfusionali italiani.
Dalle indagini emerge che le 5 tonnellate di emoderivati infetti della Padmore erano state vendute a quest'ultima dalla Sclavo per circa 13 miliardi di lire il 15 novembre 1993 mentre la Padmore era stata fondata solamente il 4 gennaio 1994. Di conseguenza, il contratto di vendita era fittizio, così come diversa corrispondenza tra Padmore e Sclavo, ottenuta attraverso rogatorie internazionali, risultava retrodatata.
Il contratto di vendita era stato firmato per la Padmore da parte di Dennis Lavin (membro dello studio CMM dell'avvocato David Mills) che, interrogato, afferma che gli ordini avvenivano da parte di Guelfo e Paolo Marcucci: la Padmore è quindi un'entità del gruppo Marcucci.
A questo punto, i pubblici ministeri Giardina e Granero ritengono che la falsa compravendita Padmore-Sclavo sia prova della volontà di sottrarre alla distruzione come disposto dal ministro della Salute Garavaglia nel novembre 1993 i prodotti non testati, commercializzandoli in altri Stati con normative meno stringenti, e quindi chiedono il rinvio a giudizio per 25 indagati tra cui Guelfo e Paolo Marcucci per il reato di epidemia dolosa.
Nel 1999 viene presentata da parte dei pubblici ministeri una prima richiesta di rinvio a giudizio ma, essendo viziata da nullità come eccepito dalle difese degli imputati, non viene accolta dal giudice dell'udienza preliminare. Dopo la presentazione della seconda richiesta di rinvio a giudizio, l'udienza preliminare si svolge il 26 luglio 2001.
Il giudice dell'udienza preliminare Flaim, mancando prove del comportamento doloso, il 12 luglio 2002 dispone 12 rinvii a giudizio per il reato di epidemia colposa (per assenza di controlli) a carico di:
- Guelfo Marcucci, fondatore dell'omonimo gruppo;
- Edo Rinaldi, Enzo Bucci, Faustino Boschi, Enrico Romano, Giovanni Rinaldi, Roberto Morini, Roberto Passino, dirigenti del gruppo Marcucci;
- Duilio Poggiolini, ex direttore generale del servizio farmaceutico del Ministero della Sanità;
- Anna Maria Tonsa, titolare della Co.Pla;
- Francesco Degli Onofri, autista della Co.Pla;
- Carlo Grassi, infermiere dell'ospedale Cardarelli di Napoli.

A carico degli imputati Tonsa, Degli Onofri e Grassi pende anche, in un diverso procedimento, l'accusa di furto aggravato per aver sottratto al Cardarelli, nel corso di diversi anni, circa 200 kg al mese di plasma e conferito poi al gruppo Marcucci.
Per i rimanenti 13 indagati (Paolo Marcucci, un dipendente della Farmabiagini e undici primari trasfusionisti) viene pronunciata una sentenza di non luogo a procedere, appellata dai pubblici ministeri limitatamente alle posizioni di Guelfo e Paolo Marcucci per epidemia dolosa, considerata la complessità del procedimento e l'esiguità dei termini per l'impugnazione della sentenza del GUP.
La sentenza di non luogo a procedere, poi divenuta definitiva, nei confronti di Guelfo e Paolo Marcucci in ordine sia all'accusa di epidemia dolosa consumata e tentata che all'accusa di epidemia colposa è stata emessa perché il fatto non sussiste. Sulla presunta attività di lobbying del gruppo Marcucci, contestata a Trento nel capo OO della richiesta di rinvio a giudizio, la sentenza di non luogo a procedere testualmente afferma: "anche prescindendo dal difetto assoluto nell'imputazione di riferimenti a fatti storici determinati e dalla difficoltà di collegare il tenore dell'accusa alle circostanze dedotte nell'intervento del p.m., appare evidente come da queste ultime sia arduo desumere condotte, che abbiano determinato la diffusione di virus HBV, HIV, HCV, mediante la produzione di emoderivati infetti. Quindi si impone per questa accusa una pronuncia di non luogo a procedere perché il fatto non sussiste".
Dall'istruttoria hanno quindi origine due stralci: uno relativo alle aziende del gruppo Marcucci (derivante dal decreto di rinvio a giudizio del giudice Flaim) e uno relativo all'operazione Padmore (derivante dall'accoglimento del ricorso contro la sentenza di non luogo a procedere nei confronti di Guelfo e Paolo Marcucci).

#### Stralcio "gruppo Marcucci"
Il filone giudiziario riguarda la lavorazione e commercializzazione di prodotti emoderivati da parte della Farmabiagini, dell'Aima Plasmaderivati e dell'Istituto Sierovaccinogeno Italiano (ISI) facenti parte del gruppo Marcucci.
Secondo la richiesta di rinvio a giudizio, le parti offese sono 318 mentre secondo il capo d'imputazione dei pubblici ministeri, l'epidemia avrebbe causato 409 morti per AIDS, 924 infettati da HIV, 2 142 infettati dal virus dell'epatite C e 443 infettati dal virus dell'epatite B.
Dopo sei anni di indagini, il dibattimento ha inizio nel novembre 2002 ma già l'8 aprile 2003 il tribunale dichiara la propria incompetenza territoriale per gran parte del processo, pronunciandosi a favore della richiesta di trasferimento del processo avanzata dalla difesa del gruppo Marcucci. Alla base della decisione vi è il fatto che la procura di Napoli era stata la prima a indagare sulle infezioni dovute alla somministrazione di sangue infetto, avendo il pubblico ministero di Napoli iscritto la notizia di reato nel luglio 1994 mentre quello di Trento solamente nel marzo 1995.
A questo proposito, la procura di Trento si è sempre opposta (l'eccezione di incompetenza territoriale era infatti già stata avanzata in fase di udienza preliminare e respinta dal GUP) in quanto l'inchiesta di Napoli riguardava infezioni dovute a trasfusioni infette e non alla lavorazione e commercializzazione di emoderivati prodotti da plasma infetto come nel caso di Trento.
Il processo, assieme alla corposa documentazione consistente in circa mille faldoni e un milione di pagine, viene così trasferito a Napoli. A Trento il procedimento prosegue solamente nei confronti dei Marcucci per l'operazione Padmore.

#### Stralcio "Padmore"
Il filone vede imputati Guelfo e Paolo Marcucci per il reato di epidemia colposa (per fatti avvenuti a partire dal marzo 1994 e fino al maggio 2005) per aver venduto alla Padmore plasma risultato essere infetto. Il procedimento deriva dall'impugnazione da parte dei pubblici ministeri della sentenza di non luogo a procedere del 12 luglio 2002, ricorso accolto dalla corte d'appello che dispone il giudizio per il reato di epidemia colposa.
In dibattimento, Guelfo Marcucci afferma che la vendita del materiale era solamente un'operazione finanziaria di abbellimento dei bilanci della Sclavo così da non far emergere le perdite causate dal provvedimento cautelativo del novembre 1993 con cui il ministro della salute Mariapia Garavaglia ordina la distruzione di tutte le scorte di plasma non testato. Secondo Marcucci, non vi era quindi alcuna intenzione di mettere in commercio quei prodotti.
Nell'aprile 2004, i due imputati vengono assolti perché non esiste prova dell'epidemia in quanto non ci sono stati casi di infezioni da emoderivati dopo il 1994. La sentenza è passata in giudicato, non essendo stata appellata.
La sentenza rileva comunque la gravissima condotta dei Marcucci in quanto «lo scenario entro il quale hanno operato gli imputati non sempre è parso limpido, altre volte opaco, altre volte ancora decisamente inquietante, le cui ombre, non diradate non possono rimanere velate da questo verdetto assolutorio. [...] Inquietante era lo stato di assoluta superficialità e negligenza con cui venivano custoditi questi delicati prodotti biologici per uso umano. [...] E parliamo non certo di irregolarità formali, ma di vere e proprie violazioni della legge e dei regolamenti».

#### Stralcio "imprese farmaceutiche estere"
In seguito alla dichiarazione di incompetenza territoriale del tribunale di Trento nello stralcio "gruppo Marcucci", con trasferimento a Napoli del procedimento, la procura di Trento rimette alla procura di Napoli anche il procedimento relativo alle imprese farmaceutiche estere (importazione di emoderivati infetti) che si trova ancora nella fase di conclusione delle indagini preliminari. Il ritardo nell'avvio del procedimento a Trento è dovuto a difficoltà nelle rogatorie internazionali necessarie all'identificazione dei legali rappresentanti delle imprese farmaceutiche straniere.

### Indagini e processi di Napoli
Le prime indagini si hanno a partire dal 1993 da parte dei procuratori Miller e Cordova (a cui viene consegnato un dossier-denuncia da parte di Angelo Magrini, presidente dell'Associazione Politrasfusi Italiani) e del nucleo antisofisticazioni e sanità dei Carabinieri di Napoli in merito all'importazione dall'estero di plasma ed emoderivati in violazione delle normative vigenti, favorita da una serie di proroghe all'adozione di provvedimenti concesse dalla direzione generale del servizio farmaceutico del Ministero della Sanità di cui Duilio Poggiolini è il direttore generale.
Angelo Magrini nel tempo mutò la sua posizione tanto che l'Associazione Politrasfusi Italiani, di cui era presidente, all'udienza del 23 marzo 2017 revocò la costituzione di parte civile nel processo di Napoli.

#### Stralcio "gruppo Marcucci"
La procura di Napoli, a cui viene trasferita l'inchiesta nel 2003 da parte del tribunale di Trento, il 18 giugno 2005 richiede l'archiviazione per il reato di epidemia colposa per prescrizione dei termini, impossibilità di prova del nesso di causa e incompetenza territoriale.
Nel mese di luglio 2007 si tengono alcune udienze davanti al giudice per le indagini preliminari di Napoli De Simone nel corso delle quali le parti civili espongono le motivazioni della loro netta opposizione alla richiesta di archiviazione.
Il 27 dicembre 2007 il giudice De Simone, in accoglimento dell'opposizione, archivia il procedimento relativamente al reato di epidemia colposa e contemporaneamente ordina alla procura di Napoli di formulare l'imputazione coatta di omicidio colposo plurimo aggravato dalla previsione dell'evento e dall'abuso di pubblici poteri a carico di Duilio Poggiolini e degli altri dieci indagati (Edo Rinaldi è nel frattempo deceduto), richiesta di rinvio a giudizio per 55 casi di omicidio colposo che viene effettuata da parte della procura il 31 luglio 2008.
Essendo variato il reato da epidemia colposa a omicidio colposo plurimo, il procedimento ritorna brevemente nella fase delle indagini preliminari e nel dicembre 2013 il pubblico ministero Ucci richiede il rinvio a giudizio degli imputati per dieci casi di omicidio colposo plurimo aggravato (i restanti sono prescritti), richiesta accolta dal GUP il 9 maggio 2014 per nove casi (uno è ulteriormente prescritto).
Dopo uno stralcio per difetto di notifica nei confronti di Duilio Poggiolini, i procedimenti vengono riuniti e il dibattimento si apre nel dicembre 2015 (giudice Palumbo e pubblico ministero Giugliano). Nel corso del processo decedono gli imputati Guelfo Marcucci (la cui posizione è stata stralciata prima dell'inizio del dibattimento per le condizioni di salute in cui versava) e Anna Maria Tonsa.
Si sono costituite parti civili non solo i familiari dei deceduti ma anche alcune associazioni di emofilici, così come il Ministero della Salute che ha richiesto un risarcimento nei confronti degli imputati di cinquantacinque milioni di euro.
L'istruttoria dibattimentale del processo si è conclusa il 10 dicembre 2018. Il pubblico ministero e i difensori degli imputati hanno richiesto l'assoluzione perché il fatto non sussiste, non essendo possibile provare il nesso causale tra la somministrazione di emoderivati e il decesso mentre alcune parti civili hanno richiesto la dichiarazione di intervenuta prescrizione. La costituzione di parte civile da parte del Ministero della Salute è stata revocata in quanto non ha presentato conclusioni.
La sentenza è stata emessa il 25 marzo 2019 e ha assolto tutti gli imputati perché il fatto non sussiste mentre ha dichiarato l'estinzione del reato nei confronti di Anna Maria Tonsa per intervenuta morte del reo.
L'intero procedimento è stato audioregistrato e reso disponibile sul proprio sito da Radio Radicale.

#### Stralcio "imprese farmaceutiche estere"
Il processo a carico di Duilio Poggiolini e altri quaranta imputati stranieri (statunitensi, svizzeri, austriaci e tedeschi), rappresentanti delle aziende Immuno (austriaca), Bayer e Baxter (entrambe statunitensi), trasferito dalla procura di Trento, viene archiviato nel 2008 dal giudice Primavera su richiesta della procura del maggio 2005 per difficoltà incontrate con le rogatorie internazionali, successivamente per prescrizione dei reati e per non dimostrabilità degli stessi.

## Procedimenti civili
Sul piano civilistico, sono migliaia le cause intraprese contro il Ministero della Salute da parte di soggetti danneggiati da emoderivati al fine di vedersi riconosciuto il diritto all'indennizzo previsto dalla legge n. 210/1992 e il risarcimento dei danni subiti. Il ministero è responsabile per omessa attività normativa e carenza di pratica vigilanza circa la produzione, commercializzazione e distribuzione del sangue e suoi derivati.
Al novembre 2014, risultano pendenti circa 7 500 procedimenti civili contro il Ministero da parte di persone infette in vita e dei familiari delle persone decedute, con un risarcimento medio richiesto di circa centomila euro.
La prima sentenza in Italia venne emessa il 17 novembre 1998 dal Tribunale Civile di Roma a cui seguirono altre numerose sentenze di altri uffici giudiziari. Dopo circa dieci anni di orientamenti contrastanti della giurisprudenza, le Sezioni Unite della Corte di Cassazione emisero dieci sentenze gemelle (dalla n. 576 alla n. 585 del 2008) che hanno riordinato la responsabilità da trasfusioni di sangue infetto e somministrazione di emoderivati incidendo, indirettamente, sull'intera materia della responsabilità civile.
L'aumento esponenziale delle condanne a ingenti risarcimento dei danni, quasi esclusivamente nei confronti del Ministero della Salute, ha causato un ritardo nei pagamenti che ha sollevato un ulteriore scandalo in quanto molti dei danneggiati, beneficiari di sentenze a loro favore, sono deceduti a seguito delle malattie infettive prima di essere pagati dallo Stato. Nel 2013, per ovviare al ritardo della liquidazione delle sentenze, una cordata di danneggiati, a cui hanno poi aderito diversi studi legali, ha tentato la vendita in blocco dei crediti complessivi per decine di milioni di euro.

## Indennizzo del danno da somministrazione di emoderivati infetti
In Italia esiste una legge dello Stato, la n. 210/92, che offre un indennizzo economico a tutti coloro che hanno contratto i virus dell'epatite B, dell'epatite C e HIV (e di cui si abbia conclamazione accertata) da trasfusioni di sangue, emoderivati infetti oppure vaccini. L'indennizzo consiste in un assegno bimestrale di importo variabile a seconda della gravità della patologia contratta e in un importo una tantum in caso di decesso.